# AVIC AG600
L'AVIC AG600, noto anche come TA-600, è un aereo anfibio turboelica, progettato dall'azienda cinese Aviation Industry Corporation of China (AVIC).

## Storia del progetto
L'AG600 Kunlong è considerato l'aereo anfibio più grande del mondo (visto che il Beriev A-40 è rimasto allo stato di prototipo). La CAIGA, che ha iniziato a progettare il prototipo, ha ideato un velivolo con un peso massimo al decollo di 53,5 tonnellate (53 500 kg; 118 000 lb) e un'autonomia di oltre 5 000 km (3 100 miglia). L'aeroplano ha un'apertura alare di 38,8 metri (127 ft) ed è alimentato da quattro motori turboelica Zhuzhou WJ-6C, copia costruita su licenza del russo Ivchenko AI-20.
Nel 2015 è stata completata la sezione anteriore. Il velivolo è stato presentato al pubblico il 23 luglio 2016, durante una cerimonia presso lo stabilimento AVIC di Zhuhai.
Il primo volo era inizialmente previsto per il 2015, ma è stato posticipato al 2017. Il primo volo è stato effettuato il 24 dicembre 2017.
Il 30 agosto 2018 il prototipo di AG600 ha iniziato le attività di rullaggio all'interno della bacino di Zhanghe. Dallo stesso lago, il 20 ottobre 2018, ha completato il primo decollo dall'acqua mentre il 26 luglio del 2020 ha effettuato un test di volo partendo dall'oceano, vicino alla città portuale di Tsingtao.
Il velivolo, secondo quanto dichiarato dal costruttore, potrà essere configurato per la lotta aerea antincendio, con un serbatoio in grado di contenere 12 tonnellate d'acqua, per missioni di ricerca e soccorso e per il trasporto di un massimo di 50 passeggeri. Il velivolo, stando ad alcune fonti, potrebbe aver un importante valore strategico nel Mar Cinese Meridionale, che è stato oggetto di varie dispute territoriali.
Il produttore ha dichiarato che l'AG600 è stato sviluppato per il mercato globale ed ha suscitato l'interesse di alcuni paesi tra cui la Nuova Zelanda e la Malaysia.

## Problemi di sviluppo
Se non diversamente indicato, i dati sono tratti da "Aeronautica & Difesa".
Gli insolitiamente lunghi tempi di collaudo successivi al primo volo, fecero ritenere che il progetto avesse incontrato dei problemi; ipotesi confermata dal fatto che il terzo prototipo AG600-1003 presentava delle modifiche piuttosto estese alla cellula. 
Essa presentava la parte della fusoliera anteriore rispetto al bordo d’entrata alare completamente riprogettata, con un design più sìmile a quello degli idrovolanti giapponesi ShinMaywa, il raccordo tra fusoliera e deriva appariva meno pronunciato e l'intero complesso deriva/timone presentava alcune differenze dimensionali, l’ala aveva un'incidenza neutra o leggermente negativa (in precedenza era positiva) e gli ipersostentatori erano di tipo diverso, con estensione su guide protette da vistose carenature. Vi erano anche altre modifiche di dettaglio che fecero supporre che la riprogettazione fosse stata integrale. A causa di questa riprogettazione furono programmati nuovi rullaggi e nuove prove di flottaggio.
Questa nuova cellula uscì di fabbrica il 26 dicembre 2021 e l’8 febbraio 2022 iniziò le prove a terra con l’accensione delle quattro turboeliche WJ-6. Ridesignata AG600M, questa nuova versione effettò il suo primo volo da terra il 31 maggio 2022 da Zuhai, mentre il primo volo dall'acqua avvenne il 29 agosto dello stesso anno. Il velivolo anfibio, registrato come B-ODCC, entrò in acqua dall'aeroporto di Zhanghe a Jingmen, nella provincia di Hubei, decollandi dalla superficie dell'acqua. Dopo un volo di prova di diciotto minuti di successo, durante il quale furono testati diversi sistemi e procedure, la macchina atterrò nuovamente nel bacino idrico di Zhanghe. Per l'occasione il B-ODCC ricevutte una livrea civile antincendio.
Nella sua nuova configurazione, l'aereo antincendio AG600M aveva peso massimo al decollo aumentato (60 tonnellate contro le 53 tonnellate dell'AG600 originale) e una capacità di 12 tonnellate d'acqua, oltre a un raggio d'azione più lungo.
La AVIC aveva anche installato una cabina pressurizzata, comandi fly-by-wire, avionica integrata e altri sistemi antincendio.